# Maison Lejaby
Lejaby est une société de lingerie créée en 1930, bien qu'ayant des origines datant de 1884, par le couple Marguerite Marcel Blanchard (beau-frère de Gabrielle Viannay, dite Gaby) à Bellegarde-sur-Valserine dans le département de l'Ain ; numéro deux français en 2007 après Chantelle, l'entreprise est mise en liquidation judiciaire quelques années plus tard, puis reprise très partiellement courant 2012. L'année suivante, Lejaby devient Maison Lejaby. En deux décennies, Lejaby est passé de plus d'un millier d'employés à plus d'une centaine de nos jours. Elle renoue avec le succès vers 2017, après des investissements importants et un changement de l'équipe dirigeante.

## Historique

### Origines
Né en 1856 dans la petite ville de Nantua (Ain), Louis Neyron est le père fondateur de ce qui deviendra Lejaby. En 1880, il découvre un matériau novateur et isolant présenté comme antiseptique qu’il utilise pour une ligne de sous-vêtements. Louis Neyron s’associe alors à un médecin, le Docteur Rasurel, qui donnera son nom à la première ligne française de sous-vêtements. En 1900, se déroule l’Exposition Universelle où Neyron et Rasurel sont présents afin de rencontrer leur public. Plus d’un million d’unités de produits Rasurel sont vendus.
En 1917, Louis Neyron meurt. Sa femme Félicie de Champollon reprend les rênes. Cette femme, féministe et avant-gardiste lance la première ligne de lingerie féminine : fonds de robe, corsets, mini-slips… mais pas encore de soutiens-gorge. C’est en 1920 que les premiers soutiens-gorge vont faire leur apparition.

### Gaby
Gabrielle Viannay travaille dans l'entreprise de lingerie F. Gauthier et Cie comme « cousette ».
Dans les années 1930, lorsque cette entreprise décide de migrer à Bourg-en-Bresse, Gabrielle Viannay décide de fonder sa propre marque (aidée de son beau frère Marcel Blanchard, homme d'affaires, pour la création de l'entreprise), et fabrique les premiers soutiens-gorge à Bellegarde-sur-Valserine, dans l'arrière salle du Cinéma des Variétés tenu par la sœur Marguerite Blanchard. Nommée à l'origine La Gaby, la société change de nom pour Lejaby.
Le succès des soutiens-gorge est tel, qu'ils sont vite surnommés « les soutiens-gorge à la Gaby ». Homme de communication, Marcel Blanchard fait de la réclame (avec le dessinateur Gruau entre autres).

### Après la Seconde Guerre mondiale
Lejaby s’empare des progrès techniques avec l’intégration de nouvelles matières telle que le Nylon.
Gabrielle Viannay meurt en 1954. Maurice Bugnon, doué pour le marketing, rachète, avec son frère Charles, l'entreprise et développe la marque à partir des années 1960, y compris dans toute l'Europe. Ils développent la marque et négocient l’utilisation exclusive sur l’hexagone du Lycra. Ils commercialise « Le Pigeonnant », nom qui entrera dans le langage commun. C’est en 1965 que le premier soutien-gorge avec un dos en Lycra sort des ateliers Lejaby. Il sera baptisé Miss Top et sera vendu à trois millions d’exemplaires. Peu après, ils achètent la marque de maillots de bain Rasurel (fondée en 1928), puis la marque de collants Well dans les années 1970 (marque fondée en 1927 sous l’appellation Bas de France, elle est revendue en 1992 au groupe anglais Hartstone) ainsi que les chaussettes Stemm.
Le soutien-gorge sans couture Nuage dit « invisible » lancé en 1995 et utilisant les microfibres devient un succès : plus d’un million de pièces sont vendues la première année.

### Le déclin
Dès 1992, la fabrication est délocalisée en partie vers la Tunisie. La marque toujours familiale depuis sa création, et qui compte alors 1 200 employés, est achetée quatre ans plus tard à la mort de Maurice Bugnon (à l'âge de 85 ans) par le groupe américain de textiles Warnaco, (sous-vêtements Calvin Klein et les maillots de bain Speedo) avec plus de 1 000 salariés, non sans avoir été convoitée auparavant par les groupes textiles VF Corporation, Sara Lee, ou le britannique Courtaulds Textiles (propriétaire à l'époque de la marque de collants Well). Le groupe se retrouve en faillite cinq ans après, et le premier plan social touchant 250 employés a lieu en 2003 ; mis finalement en vente par Warnaco en 2007 avec 650 employés,, le groupe autrichien Palmers Textil AG achète Lejaby l'année suivante pour 45 millions d'euros.
Si dans les années 2000, la marque compte huit sites de production et environ un millier d'employés, en 2003 trois usines ferment et seule 40 % de la fabrication reste en France. Pourtant, Lejaby est encore numéro deux français en 2007 derrière Chantelle. Au début des années 2010, le nombre de sites a chuté pour ne laisser que Rillieux-la-Pape dans le département du Rhône (le siège social avec 250 salariés), Yssingeaux avec une centaine de salariés, Bourg-en-Bresse avec 88 salariés, Bellegarde-sur-Valserine avec 47 salariés, Le Teil avec une soixantaine de salariés. Alors que 30 % de la fabrication s'effectuait encore en France, un plan social est prévu et la fabrication est plus largement délocalisée pour ne conserver que 7 à 10 % en France, le reste étant produit en Tunisie, Maroc, ou Chine,.
À la suite du plan social annoncé en mars 2010, suivi d'occupation de locaux, d'une grève en septembre, et les visites de personnalités politiques entre 2010 et 2012,, le manque de trésorerie oblige à mettre l'entreprise en redressement judiciaire au cours du dernier trimestre 2011 puis en liquidation judiciaire quelque temps après ; cinq offres de reprises sont présentées en décembre.

### La reprise
Dans le prolongement de la décision, par le tribunal de commerce de Lyon en janvier 2012, de reprise de l'entreprise pour 1 euro par un consortium mené par Alain Prost,, sur le site de Rillieux-la-Pape avec 195 employés conservés à la suite du plan social, l'entreprise Lejaby change de nom pour La Maison Lejaby.
Avec un capital de sept millions d'euros réuni par différents partenaires, la marque souhaite relancer ou créer différentes gammes de produits : « Maison Lejaby Plage » (anciennement« Rasurel ») pour les maillots de bains, « Maison Lejaby Élixir » lingerie pour les femmes rondes, « Lingerie Lejaby », et la nouvelle « Maison Lejaby Couture » pour une collection de lingerie haut de gamme, prévue fin 2011, mais finalement présentée en juillet de l'année suivante. Cette dernière gamme est fabriquée en France par une vingtaine de personnes, mais sera finalement un échec quelques années plus tard ; d'autres projets sont envisagés comme la lingerie invisible,. Alain Prost précise que « l'entreprise […] disposait d'un vrai savoir-faire et s'était construit une indéniable notoriété. C'est l'une des raisons qui m'ont poussé à vouloir la reprendre ».
Le site Lejaby de Bourg-en-Bresse, fermé fin 2010, reste dans la lingerie puisqu'il est acheté par la commune, puis loué à une nouvelle marque de lingerie, Monette, fondée par la sœur de Shama et Loumia Hiridjee, fondatrices de Princesse tam.tam. Sur les 65 employés licenciés, une quinzaine sont repris. Le site de l'Ardèche, fermé fin 2010 également comme celui de Bourg-en-Bresse, est cédé fin 2011 à une entreprise locale.
Les ateliers Lejaby de Bellegarde-sur-Valserine, qui constituaient le berceau de la marque, ferment fin décembre 2010. Après plusieurs « pistes sérieuses » durant le début de l'année 2012, le dernier atelier de la maison, situé à Yssingeaux, menacé de fermeture, est finalement abandonné par la marque : « on n'avait pas les moyens de reprendre 450 salariés, je le déplore » précise Alain Prost. Le site est repris en 2012 par le maroquinier auvergnat Sofama, fournisseur du malletier Louis Vuitton et formera les employés à la maroquinerie. Les six filiales étrangères de Lejaby ne sont pas reprises. La marque Lejaby est mise en liquidation judiciaire en janvier 2012.
Courant 2012, une nouvelle entreprise nommée « les Atelières » est fondée. Celle-ci reprend plusieurs anciens salariés de Lejaby des différents sites fermés, pour la fabrication de bonneterie haut de gamme. La marque Lejaby, qui fait fabriquer en partie par les Atelières, ouvre un point de vente rue Royale,. Mais quelque temps après, Les Atelières ayant des pertes bien supérieures à son chiffre d'affaires est en liquidation judiciaire. L'activité redémarre suite grâce à des prêts garantis par la Banque Publique d'Investissement (BPI). De son côté, Monette, marque fondée sur l'ancien site Lejaby de l'Ain et en manque de liquidité, est elle aussi en liquidation judiciaire depuis mars 2014 ; quant à Lejaby, elle rechute et le directeur Alain Prost annonce le 9 décembre 2014 la suppression d'environ 30 % des effectifs sur le site de Rillieux-la-Pape.
Alain Prost quitte à l'automne 2015 Maison Lejaby, propriété aux deux tiers d'Impala depuis peu, et laisse son siège de président à Jean d’Arthuys, l’ancien PDG de la chaîne de télévision Paris Première et membre du directoire de M6. Une grande partie de l'équipe de direction se voit remplacée. Après des années d'alternance entre bas prix et luxe, la marque est érodée auprès des clientes et des distributeurs. L'entreprise choisit de se repositionner sur une gamme premium et de supprimer son image « vieillissante ». Elle développe alors son réseau de distribution.
Elle ouvre en décembre 2015 son site de vente en ligne ainsi que sa première boutique lyonnaise, lieu historique où est présent le siège de la marque. En décembre 2016, la deuxième boutique ouvre à Paris, rue de Passy, suivi en septembre 2017 d'une autre Rue des Saints-Pères. La direction artistique « bain » est repris par Valérie Delafosse, ancienne de chez Eres afin de moderniser les maillots de bain de la marque. La direction artistique de la lingerie est sous la responsabilité de l'ancienne journaliste de mode Pascale Renaux, qui modernise les collections tout en conservant les préceptes de la marque. Une gamme de vêtements de nuit est également commercialisée. Après une quinzaine d'années de recul, le chiffre d'affaires retrouve la progression en 2017. Malgré tout, l'entreprise reste fragile, et la rentabilité n'est pas encore au rendez-vous. Elle doit faire face au déferlement de marques de fast fashion à bas prix comme Undiz, Intimissimi, ou Oysho ; elle voit d'un côté s'effondrer le nombre de détaillants multi-marques et de l'autre exploser le commerce en ligne. Lejaby est alors implanté dans des locaux neufs à Caluire-et-Cuire et compte 130 employés.

### Redressement judiciaire après la reprise par Thierry Le Guénic
En 2019, la Maison Lejaby est cédée par Impala à deux entrepreneurs, Stéphane Collaert et Thierry Le Guénic, avec le soutien de l'actionnaire Isalys et le fonds d’investissement SIG,.
Le 2 janvier 2024, la Maison Lejaby est placée en redressement judiciaire par le tribunal de commerce de Lyon, touchée par la guerre en Ukraine car la région représentaient alors 30 % de son chiffre d'affaires. Le 14 février 2024, le plan de restructuration proposé par Thierry Le Guénic est refusé par les administrateurs judiciaires. Les potentiels repreneurs ont jusqu'au 11 mars 2024 pour déposer une offre de rachat. En mai 2024, un consortium franco-indonésien reprend l'entreprise, ainsi qu'uniquement 24 des 49 employés.